# Новосанжарський заказник
Новосанжарський — ландшафтний заказник місцевого значення в Україні. Розташований у межах Новосанжарського району Полтавської області (Новосанжарське лісництво, кв. 1-4, 6, 11, 13, 15-25, 42). Площа заказника 1112 га.
Статус заказника надано згідно з рішенням облради від 27.10.1994 року. Перебуває у віданні ДП «Новосанжарський лісгосп».
Статус надано з метою охорони та збереження у природному стані соснових насаджень на боровій терасі річки Ворскла, висаджених у 50-х роках ХХ ст. з метою закріплення пісків.
Трав'яний покрив заказника розріджений, тут зростають куничник наземний, полин австрійський, цмин пісковий, очиток їдкий, півники борові, нечуйвітер волохатенький, агалик-трава гірська, таволга звіробоєлиста, горицвіт весняний. Більш поширені лишайники (кладонія, корнікулярія, гіпогімнія здута) та мохи (зозулин льон звичайний, плевроцій Шребера, дикран зморшкуватий).
Тваринний світ заказника представлений такими видами ссавців: вивірка звичайна, лось, сарна європейська, заєць сірий, борсук європейський, лисиця звичайна, тхір лісовий, куниця лісова, свиня дика.

Із птахів поширені зяблик, щеврик лісовий, вівсянка звичайна, синиця велика, мухоловка сіра, жайворонок лісовий, повзик звичайний, сойка. На старих ділянках лісового масиву зрідка трапляються хижі птахи: канюк звичайний, орел-могильник, підорлик великий, змієїд, занесені до Червоної книги України. Також мешкають крук, дятел звичайний, дятел середній. 

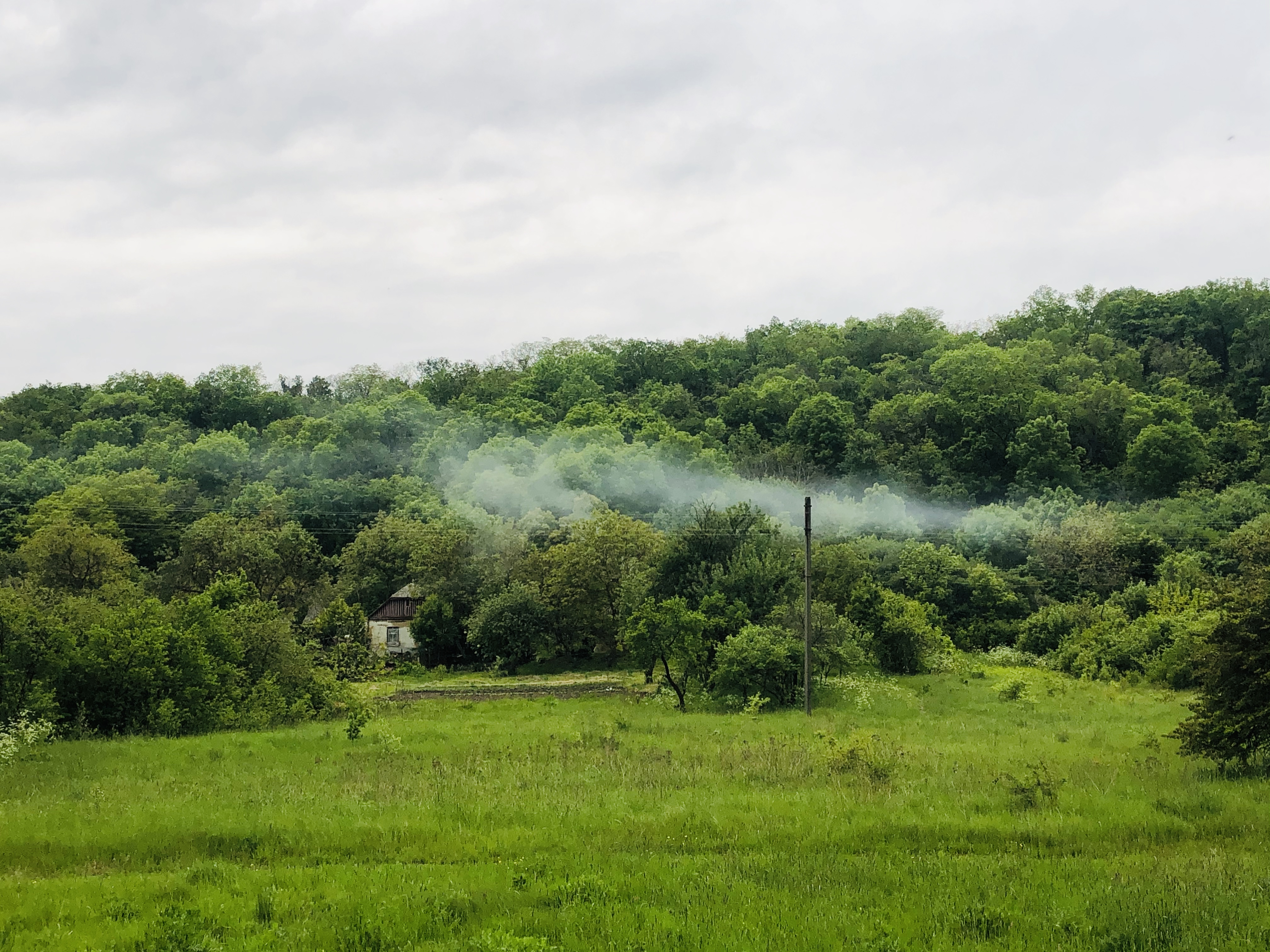
Маджари. Колишній козацький хутір поблизу Нових Санжар